# Sandro Puppo
Sandro Puppo (Piacenza, 28 de janeiro de 1918 — 16 de outubro de 1986, na mesma cidade) foi um futebolista e treinador de futebol italiano.

## Carreira

### Como jogador
Em clubes, sua carreira foi basicamente dedicada ao Venezia, onde atuou por 155 partidas e marcou cinco gols. Jogou também por Piacenza, Ambrosiana (atual Inter de Milão) e Roma, onde encerrou sua carreira de jogador em 1949.

## Treinador
Começou a carreira de treinador em 1952, treinando a Seleção Turca de FutebolTurquia, levando-a a disputa de sua primeira Copa do Mundo, a de 1954.
Comandou também Beşiktaş, Barcelona e Juventus até retornar ao comando da Seleção Turca em 1960. No entanto, os fracassos ao tentar levar a equipe às Copas de 1962 e 1966 e à Eurocopa de 1964 levaram Puppo a deixar o comando turco em 1966.
Sua última equipe como treinador foi o Piacenza, onde havia atuado duas vezes como jogador, entre 1966 e 1968, se aposentando de vez do futebol.

## Morte
Puppo veio a morrer no dia 16 de outubro de 1986, em Piacenza, a mesma cidade onde havia nascido fazia 68 anos.